# Ola Aurell
Ola Aurell, född 17 december 1976, är en svensk vissångare, låtskrivare, gitarrist och ståuppkomiker uppvuxen i Tollered, Lerums kommun, och bosatt i Stockholm.

## Biografi
Innan Ola Aurell slog igenom studerade han bland annat filosofi och litteraturvetenskap.

### Visor och ståuppkomik
Genombrottet kom år 2012 som sjungande ståuppkomiker i RAW Comedy på Kanal 5, varpå han släppte sin debut-CD Tio sånger med sensmoral. Detta ledde till hans första framträdande på Visfestivalen i Västervik. Han började kort efter sin första och egenproducerade skiva att samarbeta med Johan Johansson (Branschen) som har producerat hans tre efterföljande album.
Ett av hans mest publika framträdanden är medverkandet i SVT:s Allsång på Skansen 2016, där han framförde "Balladen om den danske fogden". Och 2020 framträdde han sedan i samma kanal, då i satirprogrammet Svenska nyheter, där han utklädd till en morot sjunger "Morot eller hot".
I samband med fotbolls-EM (2021) fick han med sin "Hela Sverige klappar" en hel del uppmärksamhet. Exempelvis ansåg Aftonbladet att låten var en rättvisande beskrivning av den svenska mentaliteten. "Det är mitt Sverige det", skrev skribenten.
I februari 2023 uppträdde Aurell återigen i Svenska nyheter, denna gång med den satiriska låten "Arbetslag 4B". I november samma år deltog han sedan i "Rostmacka" på SVT, där han "roastade" Elvira Gullberg.

### Radio, scenshower och samarbeten
Förutom att på egen hand kombinera ståuppkomik med visor har Aurell ägnat sig åt andra typer av sceniska framträdanden och samarbeten med andra artister. I början av sin karriär medverkade han i Sveriges Radio P3 som improvisationskomiker och senare, 2018–2019, turnerade han med föreställningen "Quick – en humorshow" tillsammans med Isak Jansson. Vid samma tid, alltså 2018, gav han ut singeln Inte riktig punk tillsammans med det klassiska punkbandet Charta 77, ett band som han dessutom turnerade med under namnet "Vi vill bara dansa", där även KSM3 och Herman Hedning (Jonas Darnell) medverkade.
Något senare blev han medlem i "supergruppen" BON tillsammans med Nippe Svensk och Björn Ende, vilka 2020 gav ut albumet Christer Pettersson – en svensk hustler. I en dokumentär som gjordes vid inspelningen av denna skiva talar gruppmedlemmarna om en framtida turné, något som ännu inte genomförts. I september 2022 gjorde dock gruppen två releasespelningar i Lund och Stockholm. Dokumentärfilmaren Christoffer Sjösten kallar BON:s skiva om Christer Pettersson för "en av Sveriges mest märkliga temaskivor".

## Utmärkelser
2017 mottog Aurell Olrogstipendiet. 2019 vann han sedan "Årets föreställning" på Svenska standupgalan tillsammans med Isak Jansson för deras "Quick – en humorshow".

## Diskografi

### Album, solo
- Tio sånger med sensmoral – 2012
- Sagor för trasiga barn – 2013
- Nordisk familjebok – 2016
- Till bords med herr Aurell – 2017
- Arv och miljö – 2020
- Apspelets regler – 2022
- Verklighetens tolk – 2025

### Album, med andra artister
- Quick – en humorshow om Sveriges "värsta" seriemördare – 2020 [med Isak Jansson]
- Christer Pettersson – en svensk hustler – 2020 [som medlem i BON]

### Singlar och EP-skivor
- Farbror Lars – 2013
- Fem i tre till Norge – 2015
- Finlands nationalsång – 2016
- Balladen om den danske fogden – 2016
- Hammarbyare – 2017
- Holländsk patiens – 2018
- Inte riktig punk – 2018
- Balladen om Thomas Quick / Drömtydningar – 2018
- Bensodiazepin – 2019
- Seriemördarna – 2019
- Den rätta läran (som Rapphammar) – 2019
- Fick en dick pic pic – 2019
- Call of Duty – 2019
- Det händer inget när jag dricker – 2020
- Hela Sverige klappar – 2021
- E-post eller sex? – 2021
- Slå på djuren – 2021
- Satans pipel – 2021
- Syfilis – 2022
- Josua – 2022
- Ta med en incel hem ikväll – 2022
- Kvinnor kan cancan – 2022
- Killarna mot tjejerna – 2025